# Kalifornijski galeb
Kalifornijski galeb (lat. Larus heermanni) je galeb koji nastanjuje SAD, Meksiko i krajnji jugozapad Britanske Kolumbije, a gnijezdi se gotovo isključivo na Isla Rasi u Kalifornijskom zaljevu. Obično ih se može naći u blizini obala ili na pučini, vrlo rijetko u unutrašnjosti. Vrsta je dobila ime po Adolphusu Lewisu Heermannu, istraživaču i prirodoslovcu iz devetnaestog stoljeća.

## Opis
Ova se vrsta bitno razlikuje od ostalih galebova. Odrasli imaju srednje veliko sivo tijelo, crno-siva krila i rep s bijelim rubovima i crveni kljun s crnim vrhom. Glava je tamno siva kod spolno nezrelih, bijela u kod spolno zrelih. Spolno nezrele jedinke nalikuju odraslim jedinkama koje se ne pare, ali su tamnije i smeđe boje, a kljun je u boji mesa ili ružičastoj boji do druge zime. Nekoliko ptica, ne više od 1 na 200, imaju bijelo primarno pokrovno perje, koji daju dotjerano mjesto na gornjem krilu. Malo je vjerojatno da će se ovaj galeb zamijeniti s drugim vrstama jer je jedini galeb bijele glava i sivog tijela na zapadnoj obali Sjeverne Amerike.
Glasanje se opisuje kao duboko i slično je kao kod drugih galebova, ali se po kvaliteti osjetno razlikuje. 

## Rasprostranjenost
Od trenutne populacije od oko 150 000 parova, 90 % gnijezdi se na otoku Isla Rasa u blizini Donje Kalifornije u Kalifornijskom zaljevu, s manjim kolonijama sjeverno do Kalifornije i čak južno do Nayarita. Nakon razmnožavanja, ptice se obično šire u srednju Kaliforniju, a rjeđe na sjever do Britanske Kolumbije i na jug do Gvatemale. Neke se ptice nakon sezone parenja uvijek vraćaju na ista područja, uključujući jednognogog galeba koji je boravio 17 godina u marini Loch Lomond u San Rafaelu u Kaliforniji.
Jedina poznata aktivna kolonija kalifornijskih galebova u kontinentalnom dijelu Sjedinjenih Država nalazi se u Seasideu u Kaliforniji, gdje je primijećen mali broj galebova koji se gnijezde na umjetnim otocima na jezeru Roberts od 1999. godine. Nakon što su otoci erodirali do 2007. godine, kolonija se nastavila gnijezditi na obližnjim krovovima. U lipnju 2018. jedno od glavnih mjesta za gniježđenje kolonije, Seaside McDonald's, uništeno je u prometnoj nesreći. U travnju 2019., nakon što je dobilo dozvolu od grada Seaside, Društvo Monterey Audubon postavilo je plutajući umjetni otok za gniježđenje u jezeru Roberts u pokušaju da koloniji vrati teritorij za gniježđenje.

## Prehrana
kalifornijski galeb jede sitnu ribu, morske beskralježnjake, guštere, kukce, otpad i strvine. 

## Ponašanje
Ova se vrsta gnijezdi u kolonijama na zemlji, poput mnogih galebova. Gnijezda su često jako gusto raspoređena čak 110 gnijezda na 100 m2. Odlaže dva ili tri jajašca sivkaste boje, sa sivim i smeđim oznakama. 
Kalifornijski galeb ponekad krade plijen drugim morskim pticama, posebno smeđim pelikanima, s kojima se često povezuje. 

## Status
Isla Rasa proglašena je utočištem 1964. godine. Sakupljanje jaja i uznemiravanje tijekom sezone uzgoja se ne preporučuje. Uz matičnu koloniju koncentriranu na jednom malom otoku, ova je vrsta osjetljiva na katastrofalne vremenske prilike. Uspjeh kolonije u bilo kojoj godini ovisi o raspoloživosti plijena, što je povezano s promjenama temperature oceana koje je donio El Niño. Ovi su čimbenici doveli do toga da IUCN ovu pticu ocijeni statusom "bliske opasnosti".

## Galerija slika
- Odrasla ptica s pješčanim rakom, Del Monte Beach, Monterey, Kalifornija
- Heermannov galeb u koloniji u Seasideu, traži hranu na plaži Del Monte, Monterey, Kalifornija
- Odrasla ptica u akvariju zaljeva Monterey
- Mladunac iz kolonije u Seasideu
- Odrasla ptica iz kolonije u Seasideu traži svoje gnijezdo na vrhu izgorjelog McDonald'sa